# Uschi Ulrich
Uschi Ulrich (18 agosto 1959) è un'ex tennista austriaca.

## Carriera
Nei tornei del Grande Slam ha ottenuto il suo miglior risultato raggiungendo le semifinali di doppio agli Australian Open nel 1978, in coppia con l'australiana Chris O'Neil.
In Fed Cup ha disputato un totale di due partite, perdendole entrambe.